# Robert Stewart (Komponist)
Robert Stewart (* 6. März 1918 in Buffalo, New York; † 1995) war ein US-amerikanischer Komponist.
Stewart studierte am American Conservatory, wo Leo Sowerby zu seinen Lehrern zählte. Von 1954 bis 1988 war er Musikprofessor an der Washington and Lee University. Außerdem war er von 1968 bis 1970 Präsident der Southeastern Composer’s League. Er komponierte Orchesterwerke, Kammermusik und Werke für  Soloinstrumente. U. a. schrieb er Musik für das New York Brass Quintet, das National Symphony String Trio und das Stradivari String Quartet.

## Quelle
Navona Records: Artists/S/Stewart, Robert
| Personendaten    | Personendaten               |
| ---------------- | --------------------------- |
| NAME             | Stewart, Robert             |
| KURZBESCHREIBUNG | US-amerikanischer Komponist |
| GEBURTSDATUM     | 6. März 1918                |
| GEBURTSORT       | Buffalo (New York)          |
| STERBEDATUM      | 1995                        |